# وليم فرانسيس لنش
وليم فرانسيس لنش (بالإنجليزية: William Francis Lynch ؛ 1 نيسان/ أبريل 1801 - 17 تشرين الأول/ أكتوبر 1865)، كان ضابطًا في سلاح البحرية التابع للولايات المتحدة. ترأس بعثة استكشافية إلى منطقة الشرق الأوسط، وتحديداً وادي الأردن عام 1848، لأهداف اقتصداية وعلمية ودينية. وتبع أهمية هذه البعثة من كونها أول بعثة أمريكية ناجحة أرسلت إلى حوض الأردن والبحر الميت، حيث أبدى لنش اهتماماً واضحًا بالمنطقة، وذلك بدراسة إمكانياتها المائية والمعدنية، كما دعى إلى توطين اليهود في الأردن وفلسطين، قبل أكثر من قرن ونصف.

## الشرق الأوسط
لم تكن بعثة لنش البعثة الغربية الأولى إلى منطقة نهر الأردن والبحر الميت، حيث زار الأيرلندي كرستوفر كوستغان وادي الأردن في عام 1835، لكنه مات بعد دخوله البحر الميت. وقبل مجئ لنش بقليل، وتحديداً في عام 1847، زار الإنجليزي توماس مولينكس، من البحرية الملكية البريطانية المنطقة، لاستكشاف البحر الميت، لكنه مات بعد أسبوعين من إتمام مهمته. ويظهر أن لنش كان مدركاً للصعوبات والأخطار التي مر بها سابقوه، لذلك نزل في مدينة عكا على الشاطئ الشمالي لفلسطين في 4 نيسان/ أبريل 1848، حيث أحاط السكان المحليون بالبعثة الأمريكية، وقطع بعدها لنش ورفاقه مسافة 25 ميلاً من شاطئ البحر المتوسط عبر الجليل في خمسة أيام.
بدأ لنش رحلته من بحيرة طبريا عبر نهر الأردن إلى البحر الميت، حيث استغرقت الرحلة ثلاثة شهور (نيسان - حزيران 1848). وبعد وصول لنش للبحر الميت في نيسان 1848، أثرت طبيعة التربة ومنظرها العام في نفسه سلبًا، على الاهتمامات المستقبية للمنطقة، فالملح الخارج عن البحر الميت مغطيًا الحجارة، وطبيعة النباتات في المنطقة تشكل نقاطاً لتساؤلات مفيدة. كما رأى أن المساحات المحيطة بوادي الأردن وخاصة على الجانب الشرقي منه كانت جافة وصلبة. وخلال جولة لنش في البحر الميت التي استمرت ثلاثة أسابيع رسم بعض الخرائط لشواطئ البحر، واستكشف المرتفعات المحيطة به.